# A Secret Revealed
A Secret Revealed ist eine deutsche Post-Metal-Band aus Würzburg.

## Geschichte
Die Band wurde Anfang 2012 im fränkischen Würzburg gegründet. Alle damaligen Mitglieder konnten bereits vor Gründung der Band diverse musikalische Erfahrungen in verschiedenen Bands sammeln. Mit A Secret Revealed wollte man den persönlichen Vorstellungen einer atmosphärischen, melancholischen und melodienreichen Musikmischung gerecht werden – eine Mischung, die sowohl auf Platte als auch live funktionieren sollte. Noch im selben Jahr nahm die Band zusammen mit Nikita Kamprad von Der Weg einer Freiheit, ehemals Gitarrist bei Fuck Your Shadow From Behind ihre Debüt-EP Lay My Memories to Rest auf. Lay My Memories to Rest erschien im Februar 2012 im Selbstverlag und erhielt überwiegend positive Kritik. Die CD wird via Bandcamp und bei Auftritten der Band vertrieben.
Nachdem erste regionale und überregionale Auftritte gespielt wurden, gab es im Jahr 2013 erste Änderungen im Line-Up bei der Jakob Kress (Schlagzeug) durch Alexander Welzel ersetzt wurden. Im Jahr 2014 verließen dieser und Kai Pfeiffer (Gesang) ebenfalls die Band und wurden durch Tilman Witschel (Schlagzeug) und Paul Motz (Gesang) ersetzt. Daraufhin widmete sich die Band weiterhin dem Songwriting für ein erstes Album The Bleakness. Das Album wurde erneut in Kooperation mit Nikita Kamprad produziert und durch das Label Bastardized Recordings vertrieben, von welchem die Band 2015 unter Vertrag genommen wurde. Ende 2016 verließ Sänger Paul Motz aus persönlichen Gründen die Band. Michael Heim (Ex-Necrotted / Ex-Guiding-Light-Demise) übernahm daraufhin den Posten des Sängers. Seit Februar 2017 schreibt die Band an neuen Liedern für ein zweites Album. Am 7. Juli 2017 wurde die erste Single-Auskopplung inklusive Video mit Michael Heim an den Vocals exklusiv über das Online-Magazin metal.de vorgestellt. Der Sound ist wegweisend für die neuen Songs der Band und findet durchweg positiven Anklang bei der Hörerschaft.
Im September 2018 trennte sich die Band von Bastardized Recordings und gab das Signing bei Lifeforce Records bekannt. Ein neues Album mit dem Titel Sacrifices wurde im Jahr 2019 veröffentlicht. Am 29. Oktober 2021 hat die Band ihr drittes Album When The Day Yearns For Light veröffentlicht.

## Diskografie
- 2012: Lay My Memories to Rest (EP, Selbstverlag)
- 2015: The Bleakness (Album, Bastardized Recordings)
- 2017: Grieved (Single, Bastardized Recordings)
- 2019: Sacrifices (Album, Lifeforce Records)
- 2021: When The Day Yearns For Light (Album, Lifeforce Records)